# Desuetudo
Desuetudo (latinsky, česky „odvyknutí“, „vyjití z užívání“) označuje v teorii práva stav, kdy právní norma není dlouhodobě využívána a přestane být díky tomu platná. Tudíž nejenže už nikoho nezavazuje, ale z právního hlediska zcela zaniká. Takto ovšem zanikají pouze právní normy obsažené v právních předpisech, normativních smlouvách, precedentech či právních obyčejích, pojmově vyloučeno je to u rozhodnutí, které obecné právní normy neobsahují. Existence desuetudo je ale sporná, někteří právní teoretici takovou možnost zániku právní normy zcela popírají, jiní ji víceméně uznávají a hledají podmínky, za kterých by mohla objektivně fungovat.
Podobným institutem, byť z hlediska existence právní úpravy měkčím, je obsolence, kdy již právní ustanovení v důsledku změny okolností či odpadnutí předmětu právní úpravy nelze aplikovat. Je tedy stále platné, nicméně není už účinné.

## Názory české právní vědy
Podle Pavla Holländera, který odkazuje na stanovisko Oty Weinbergera, je desuetudo součástí obsolence a derogace jeho prostřednictvím je možná jen tehdy, jestliže je aplikujícímu orgánu dána výslovná kompetence nepovažovat právní předpisy neodpovídající aktuálnímu stavu za platné a jestliže je obsoletnost součástí derogujícího obyčejového práva. Potom se na základě tohoto obyčeje ne-aplikace a obecně panujícího přesvědčení, že dosud formálně platné pravidlo již není po právu, vytvoří právní norma, která jej zruší. Jako příklad uvádí např. nález Ústavního soudu sp.zn. Pl. ÚS 14/1994, který řešil platnost dekretu prezidenta republiky č. 108/1945 Sb. a ve kterém dospěl k závěru, že „již splnil svůj účel a po dobu více než čtyř desetiletí již nezakládá právní vztahy“, takže nelze zkoumat jeho rozpor s ústavním pořádkem, protože „takový postup by postrádal jakoukoli právní funkci“.
Jiří Malenovský v oboru mezinárodního práva veřejného soudí, že právní normy se nejen často nepozorovaně rodí (právní obyčeje), ale i nepozorovaně mizí tím, že se jich subjekty práva nedrží. „Desuetudo se tak představuje jako jakási „černá díra“ mezinárodněprávní reality. Reálně existuje, avšak nikdo neví, jak vypadá“. Je to jakási „antihmota“, která ruší závaznost dosud platných norem. Pokud by šlo jen o vyjití z užívání, mohla by být definována jako tacitní dohoda o zániku práva, takže by měla smluvní povahu. Takové pojetí však lze zpochybnit díky tomu, že zánik normy je pozvolný a především živelný. Proto podle něj není desuetudo smluvní povahy, ale povahy obyčejové, je jakýmsi „obyčejem obráceným naruby“. Na podporu tohoto názoru tvrdí, že desuetudo má svůj materiální prvek, spočívající v opakovaném, jednotném, nepřetržitém, rozšířeném, reprezentativním a dostatečně dlouhodobém neuplatňování určité právní normy v situacích, kdy by uplatňována být měla (usus longaevus), a subjektivní prvek, což je přesvědčení subjektů práva o dovolenosti neuplatňování daného práva (opinio iuris). Tím je způsoben platný zánik právního pravidla, podle jeho názoru ve sféře mezinárodněprávní nejen obyčejového, ale i smluvního, jestliže je v daném konkrétním případě prokázána schopnost narušení zásady pacta sunt servanda (smlouvy se mají dodržovat). K tomu může dojít tehdy, pokud jedna ze stran nedodrží mezinárodní smlouvu, ostatní strany to tolerují a tento případ se dlouhodobě opakuje, až je pocit závaznosti dané smlouvy oslaben natolik, že desuetudo převáží.
Jako faktický právní obyčej desuetudo chápe také Radim Polčák. Ať už jde o normy práva mezinárodního nebo vnitrostátního, pokud jsou fakticky neužívány, zastarají nebo se vyčerpají, přestávají podle jeho názoru platit. Nejde ale o klasický právní obyčej, jde spíše o faktické zapomnění právního pravidla. V každém případě je však navíc nutné uznání desuetudinis státní mocí, tedy jen tehdy, pokud státní orgány odmítnou danou právní normu aplikovat. V úvahu připadají nejvíce právní řády těch zemí, které prošly procesy náhlých právních změn, jako je např. český právní řád, do kterého bylo přebráno vícero „plevelných“ rakouských či federálních právních předpisů. Na rozdíl od Holländera je u něj obsolence zvláštním typem desuetudinis, což vyplývá i z římskoprávní zásady cessante ratione legis cessat lex ipsa (sejde-li ze smyslu zákona, sejde ze zákona jako takového).
Polčákovo konstatování, že velmi rezervovaně se k desuetudo staví především právní pozitivisté, protože nechtějí státním orgánům přiznat pravomoc libovolně se rozhodnout neaplikovat formálně platná právní pravidla, potvrzuje Viktor Knapp. Ten zastává jednoznačný názor, že „právo trvá“. Právní norma podle něj nezaniká samovolně, dlouhodobým neužíváním, odpadnutím společenského důvodu, pro který byla přijata a už vůbec ne tím, že by se vytvořila společenská praxe od ní odchylná. Z požadavku právní jistoty vyvozuje, že právní předpis může být zrušen jen formálně, a to zrušením jiným právním předpisem, zánikem státu, který jej vydal, nebyl-li převzat jiným, a uplynutím času pouze tehdy, pokud byla doba jeho účinnosti takto při jeho přijetí stanovena. Toto pojetí může potvrzovat jiná právní zásada: Dormiunt aliquando leges, nunquam moriuntur (někdy zákony odpočívají, nikdy však neumírají).

## Desuetudo v rámci common law
Desuetudo v této právní kultuře označuje doktrínu, která způsobuje, že zákony, podobné právní předpisy nebo právní zásady přestávají být účinnými a stávají se nevymahatelnými, a to díky dlouhodobému nevykonávání nebo uplynutí času. Právo tedy není úplně zrušeno, ale stane se spíše obsoletním, zastaralým. Pokud jsou do ústavy a Listiny základních práv (jako je tomu v Kanadě od roku 1982) nebo do zákonů a od zákonů odvozených právních předpisů (stejně jako v Austrálii od roku 1990) vkládána ustanovení o skončení platnosti, je to považováno za zákonnou kodifikaci této doktríny v rámci common law. Nicméně v dosahu anglického práva nemá desuetudo díky převažujícímu významu soudních precedentů a díky postupným změnám či zrušení původně středověkých zákonů skoro žádný význam.
Co se týče amerického práva, zásadně se nevztahuje na porušení Ústavy USA, což potvrdil americký Nejvyšší soud roku 1970 v případu Walz vs. Daňová komise města New York, kdy rozhodl, že: "Je samozřejmá pravda, že nikdo nezíská propůjčené nebo chráněné právo jeho dlouhodobým užíváním v rozporu s Ústavou, a to i když se tento časový úsek týká celé naší národní existence nebo ji dokonce předchází." Může však mít svůj význam jako obhajoba v trestním stíhání. Např. Nejvyšší odvolací soud státu Západní Virginie v případu Výbor pro právní etiku vs. Printz roku 1992 konstatoval, že trestní zákony mohou být podle doktríny desuetudo neplatné, pokud:
1. zákon pouze formálně zakazuje určité úkony, ty nejsou špatné samy o sobě,
2. existuje otevřené, notoricky známé a všudypřítomné porušování zákona po delší dobu a současně
3. je zde viditelná státní politika nevynucovat daný zákon.